# Olympische Sommerspiele 1996/Teilnehmer (Slowakei)
| Gelbes Symbol für Goldmedaillen mit stilisierten Olympischen Ringen | Graues Symbol für Silbermedaillen mit stilisierten Olympischen Ringen | Braundes Symbol für Bronzemedaillen mit stilisierten Olympischen Ringen |
| ------------------------------------------------------------------- | --------------------------------------------------------------------- | ----------------------------------------------------------------------- |
| 1                                                                   | 1                                                                     | 1                                                                       |

Die Slowakei nahm an den Olympischen Sommerspielen 1996 in Atlanta, USA, mit einer Delegation von 71 Sportlern (58 Männer und 13 Frauen) teil.

## Medaillengewinner
Mit je einer gewonnenen Gold-, Silber- und Bronzemedaille belegte das slowakische Team Platz 43 im Medaillenspiegel.

### Gold
| Name            | Sportart | Wettkampf              |
| --------------- | -------- | ---------------------- |
| Michal Martikán | Kanu     | Einer-Canadier, Slalom |

### Silber
| Name                | Sportart | Wettkampf                 |
| ------------------- | -------- | ------------------------- |
| Slavomír Kňazovický | Kanu     | Einer-Canadier, 500 Meter |

### Bronze
| Name        | Sportart | Wettkampf             |
| ----------- | -------- | --------------------- |
| Jozef Gönci | Schießen | Kleinkaliber, liegend |

## Teilnehmer nach Sportarten

### Boxen
- Peter Baláž
Halbfliegengewicht: 17. Platz
- Gabriel Križan
Bantamgewicht: 9. Platz

### Gewichtheben
- Rudolf Lukáč
Leichtgewicht: 20. Platz
- Martin Tešovič
Mittelschwergewicht: 10. Platz
- Jaroslav Jokeľ
I. Schwergewicht: 16. Platz

### Judo
- Marek Matuszek
Superleichtgewicht: 21. Platz
- Semír Pepic
Halbschwergewicht: 21. Platz

### Kanu
- Róbert Erban
Einer-Kajak, 500 Meter: 8. Platz
Einer-Kajak, 1000 Meter: Halbfinale
- Juraj Kadnár
Zweier-Kajak, 1000 Meter: Halbfinale
- Attila Szabó
Zweier-Kajak, 1000 Meter: Halbfinale
- Miroslav Stanovský
Einer-Kajak, Slalom: 10. Platz
- Peter Nagy
Einer-Kajak, Slalom: 13. Platz
- Slavomír Kňazovický
Einer-Canadier, 500 Meter: Silber
- Ján Kubica
Einer-Canadier, 1000 Meter: Halbfinale
- Csaba Orosz
Zweier-Canadier, 500 Meter: 8. Platz
Zweier-Canadier, 1000 Meter: 7. Platz
- Peter Páleš
Zweier-Canadier, 500 Meter: 8. Platz
Zweier-Canadier, 1000 Meter: 7. Platz
- Michal Martikán
Einer-Canadier, Slalom: Gold
- Juraj Minčík
Einer-Canadier, Slalom: 15. Platz
- Ľuboš Šoška
Zweier-Canadier, Slalom: 10. Platz
- Peter Šoška
Zweier-Canadier, Slalom: 10. Platz
- Roman Štrba
Zweier-Canadier, Slalom: 13. Platz
- Roman Vajs
Zweier-Canadier, Slalom: 13. Platz
- Gabriela Brosková
Frauen, Einer-Kajak, Slalom: 5. Platz
- Elena Kaliská
Frauen, Einer-Kajak, Slalom: 19. Platz

### Leichtathletik
- Štefan Balošák
400 Meter: Halbfinale
- Miroslav Vanko
5000 Meter: Halbfinale
10.000 Meter: Vorläufe
- Róbert Štefko
10.000 Meter: Vorläufe
- Igor Kováč
110 Meter Hürden: Viertelfinale
- Jozef Kucej
400 Meter Hürden: Vorläufe
- Róbert Valíček
20 Kilometer Gehen: 38. Platz
- Pavol Blažek
20 Kilometer Gehen: 46. Platz
- Igor Kollár
20 Kilometer Gehen: ??
- Roman Mrázek
50 Kilometer Gehen: 20. Platz
- Štefan Malík
50 Kilometer Gehen: 21. Platz
- Peter Tichý
50 Kilometer Gehen: 32. Platz
- Jaroslav Žitňanský
Diskuswurf: 38. Platz in der Qualifikation
- Alica Javadová
Frauen, Hochsprung: 24. Platz
- Galina Čisťakovová
Frauen, Weitsprung: 22. Platz in der Qualifikation
Frauen, Weitsprung: 13. Platz in der Qualifikation

### Radsport
- Milan Dvorščík
Straßenrennen, Einzel: 59. Platz
Einzelzeitfahren: 34. Platz
- Ján Valach
Straßenrennen, Einzel: 68. Platz
- Pavel Zaduban
Straßenrennen, Einzel: 115. Platz
- Miroslav Lipták
Straßenrennen, Einzel: Rennen nicht beendet
Einzelzeitfahren: 31. Platz
- Róbert Nagy
Straßenrennen, Einzel: Rennen nicht beendet
- Martin Hrbáček
Sprint: 4. Runde
- Peter Bazálik
Sprint: 4. Runde
- Peter Hric
Mountainbike, Cross-Country: 30. Platz
- Lenka Ilavská
Frauen, Straßenrennen, Einzel: 24. Platz
Frauen, Einzelzeitfahren: 17. Platz
Frauen, Mountainbike, Cross-Country: 21. Platz
- Eva Loweová-Orvošová
Frauen, Straßenrennen, Einzel: 27. Platz
Frauen, Mountainbike, Cross-Country: 9. Platz

### Ringen
- Roman Kollar
Fliegengewicht, Freistil: 13. Platz
- Radion Kertanti
Weltergewicht, Freistil: 15. Platz
- Jozef Lohyňa
Halbschwergewicht, Freistil: 4. Platz
- Milan Mazáč
Schwergewicht, Freistil: 15. Platz

### Rudern
- Ondrej Hambálek
Doppelzweier: 11. Platz
- Ján Žiška
Doppelzweier: 11. Platz

### Schießen
- Ján Fabo
Luftpistole: 44. Platz
Freie Scheibenpistole: 20. Platz
- Jozef Gönci
Luftgewehr: 28. Platz
Kleinkaliber, Dreistellungskampf: 5. Platz
Kleinkaliber, liegend: Bronze
- Vladimír Slamka
Trap: 6. Platz
Doppeltrap: 25. Platz

### Schwimmen
- Miroslav Machovič
100 Meter Rücken: 33. Platz
200 Meter Rücken: 19. Platz
- Martina Moravcová
Frauen, 100 Meter Freistil: 15. Platz
Frauen, 200 Meter Freistil: 9. Platz
Frauen, 400 Meter Freistil: 27. Platz
Frauen, 200 Meter Lagen: 13. Platz
- Natália Kodajová
Frauen, 100 Meter Brust: 37. Platz
Frauen, 200 Meter Brust: 38. Platz

### Segeln
- Patrik Pollák
Windsurfen: 27. Platz
- Marek Valášek
Finn-Dinghy: 25. Platz
- Igor Karvaš
470er: 32. Platz
- Jaroslav Ferianec
470er: 32. Platz

### Tennis
- Karol Kučera
Einzel: 17. Platz
Doppel: 17. Platz
- Ján Krošlák
Einzel: 33. Platz
Doppel: 17. Platz
- Karina Habšudová
Frauen, Einzel: 9. Platz
Frauen, Doppel: 17. Platz
- Radka Zrubáková
Frauen, Einzel: 17. Platz
Frauen, Doppel: 17. Platz
- Katarína Studeníková
Frauen, Einzel: 33. Platz

### Tischtennis
- Valentina Popovová
Frauen, Einzel: 33. Platz

### Turnen
- Klaudia Kinská
Frauen, Einzelmehrkampf: 70. Platz in der Qualifikation
Frauen, Boden: 88. Platz in der Qualifikation
Frauen, Pferdsprung: 89. Platz in der Qualifikation
Frauen, Schwebebalken: 85. Platz in der Qualifikation
Frauen, Stufenbarren: 85. Platz in der Qualifikation